# Sockpuppet

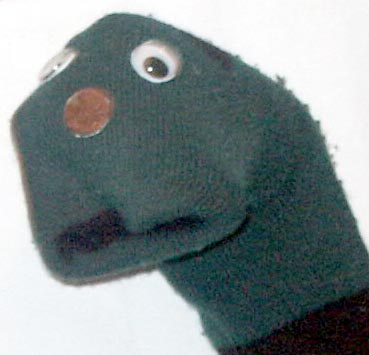
L'utente fantoccio è come un calzino animato con cui si finge di discutere, un alter ego "manovrato"

Il termine sockpuppet, a volte abbreviato in SP, (proveniente dalla lingua inglese, la cui traduzione letterale è fantoccio calzino) nel gergo di Internet si riferisce a un account aggiuntivo creato da un membro già iscritto a una comunità virtuale.

## Origine
Il termine significa letteralmente "burattino fatto con un calzino", sottintendendo che nel calzino si cela una mano, come quando il burattinaio o il ventriloquo si crea un alter ego con cui finge di dialogare. Il termine fu usato per la prima volta in un post del 9 luglio 1993.

## Smascheramento
Sebbene si sospetti della presenza dei sockpuppet, non è facile smascherarli, anche perché spesso agiscono secondo uno stile comportamentale di natura schizofrenica, ben radicato anche nella vita reale di molte persone che quindi, quando sono online, si immedesimano con grande naturalezza in questo ruolo. In altri casi più rari invece, tale comportamento è dovuto a uno studio molto approfondito della psicologia; in tal modo i derivati riescono a essere facilmente identificati poiché attuano forme di dibattito simili al marketing virale.

## Scopi di utilizzo

### Negativo
La creazione non dichiarata di un sockpuppet è generalmente ritenuta come comportamento scorretto dalle comunità online e, per questo motivo, agire in tal modo è spesso esplicitamente vietato dalla netiquette.
Un particolare tipo di sockpuppet è il cosiddetto "uomo di paglia" (dall'inglese strawman sockpuppet), utilizzato per portare avanti una precisa fallacia logica, ovvero è creato da utenti che, avendo un certo punto di vista su un argomento, si comportano ad arte come se ne avessero uno diametralmente opposto, per ottenere lo scopo di far apparire quest'ultimo come sbagliato e cattivo. Spesso questi utenti fanno esprimere ai loro finti oppositori argomenti particolarmente deboli, in modo da poterli controbattere e facilmente confutare.
Il sockpuppet diventa così la personificazione degli argomenti dell'uomo di paglia, il quale finisce per apparire, a seconda dei casi, stupido, disinformato, bigotto, settario, prepotente. Il risultato finale è quello di creare una sorta di rumore di fondo che rende incomprensibile e oscuro il dibattito, fino a poter impedire del tutto un serio dialogo dei punti di vista. Può quindi essere confuso con il troll, ma si distingue da quest'ultimo per il fine, che non è tanto di seminare discordia nella comunità quanto di screditare un'opinione o un modo di pensare a lui particolarmente avverso.

### Positivo
Diverso è il caso di un sockpuppet creato dichiaratamente: in questo caso, l'utente principale crea un profilo alternativo con nome (nickname) simile, al fine di evitare che altri utenti possano usare quest'ultimo per registrarsi, generando confusione tra le utenze (in questo caso, il sockpuppet è detto doppelgänger). Altro uso dichiarato e legittimo di un sockpuppet è quello che si adotta per accedere a una comunità attraverso il computer pubblico di un Internet point: questa prassi consente di tenere il profilo principale al riparo da un keylogger.

## Orangemoody
Nel settembre 2015 il quotidiano inglese The Independent ha scoperto l'esistenza di una rete di oltre 380 profili di Wikipedia che nel Regno Unito contattavano a scopo estorsivo imprenditori, professionisti e personaggi del piccolo schermo, offrendosi di scrivere voci edulcorate in cambio di denaro. In caso di rifiuto, gli stessi profili modificano le voci dell'enciclopedia inserendo delle fake news.
L'inchiesta non ha approfondito invece il fenomeno inverso, il tentativo da parte delle personalità pubbliche e dei VIP di procurarsi delle voci non imparziali e neutrali su Wikipedia, create in prima persona o tramite utenti terzi dietro loro compenso.